# International Motorsports Hall of Fame

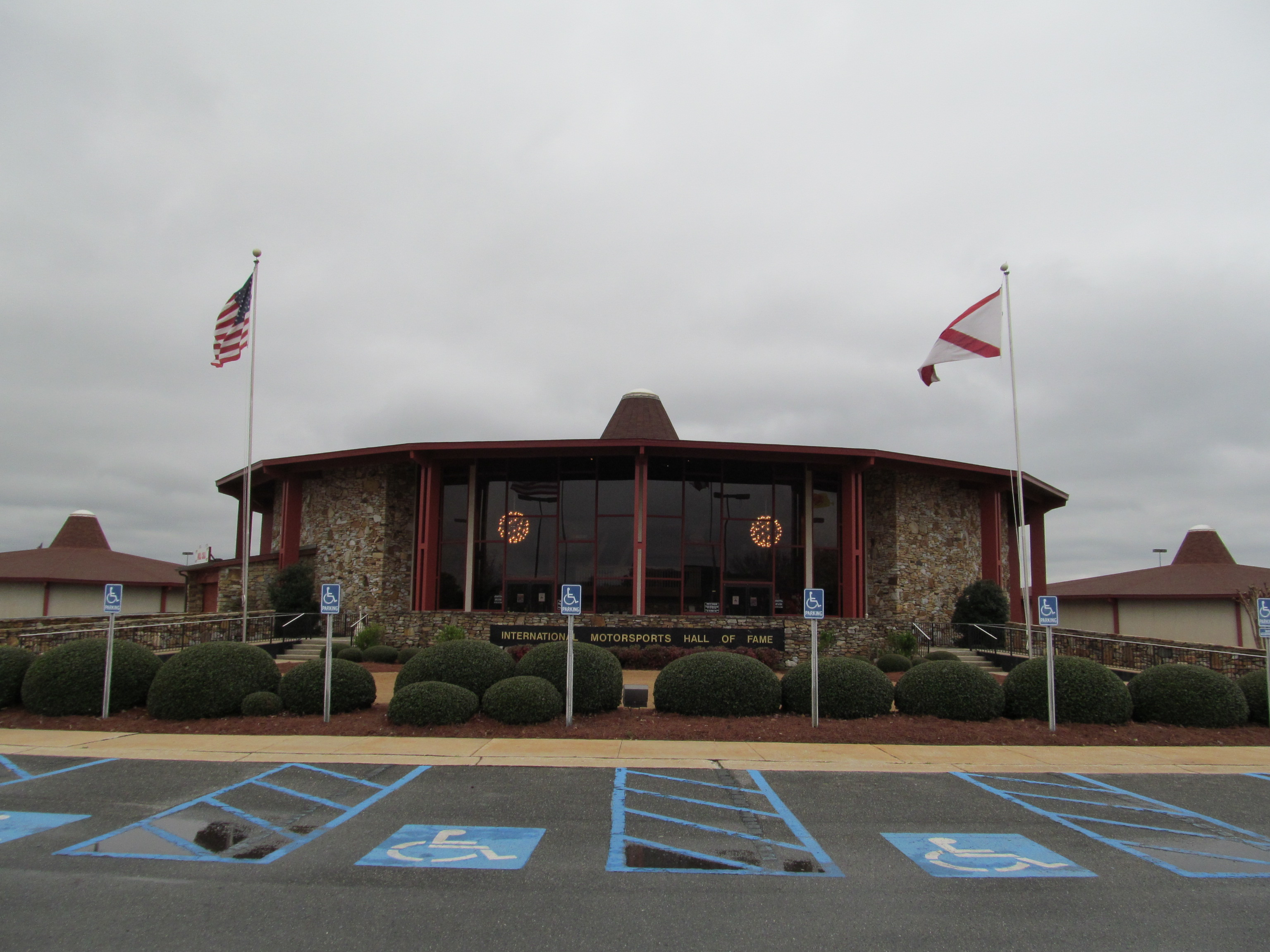
International Motorsports Hall of Fame

O International Motorsports Hall of Fame é um Salão da fama dedicado a consagrar aqueles que mais contribuiram para o automobilismo sejam eles pilotos, proprietário de equipes, desenvolvedores ou engenheiro. Embora pessoas de muitas nacionalidades já tenham sido inclusas (incluindo lendas de corrida, como Juan Manuel Fangio, Stirling Moss, Ayrton Senna) a maioria dos homenageados escolhidos são pilotos americanos que competiram em séries nacionais (especialmente a NASCAR). Apenas dois não-americanos foram introduzidos desde 2003.
Foi fundado em 1982 por Bill France, Sr., o fundador da NASCAR, e atualmente está localizado em Talladega, Alabama, ao lado do Talladega Superspeedway.
Para ser nomeado, a pessoa deve ser aposentada de sua categoria no automobilismo por pelo menos cinco anos, salvo se aprovado em meios especiais (idade ou dignos de indução precoce especial). Os nomeados são votados por um painel de 150 membros da mídia de automobilismo americano.
Devido à abertura da NASCAR Hall of Fame, não havou inclusões no ano de 2010.

## Lista de membros
| Nome               | País           | Inclusão | Principal contribuição                                           | Outras informações                                                           |
| ------------------ | -------------- | -------- | ---------------------------------------------------------------- | ---------------------------------------------------------------------------- |
| A. J. Foyt         | Estados Unidos | 2003     | Champ Car, NASCAR, corrida de carros esporte                     |                                                                              |
| A. J. Watson       | Estados Unidos | 2003     | 500 Milhas de Indianápolis                                       | Construtor de motores                                                        |
| Al Holbert         | Estados Unidos | 1993     | 24 Horas de Le Mans, 24 Horas de Daytona                         |                                                                              |
| Al Unser           | Estados Unidos | 1998     | 500 Milhas de Indianápolis                                       |                                                                              |
| Alan Kulwicki      | Estados Unidos | 2002     | NASCAR                                                           |                                                                              |
| Alain Prost        | França         | 1999     | Fórmula 1                                                        |                                                                              |
| Alberto Ascari     | Itália         | 1992     | Formula 1                                                        |                                                                              |
| Andy Granatelli    | Estados Unidos | 1992     | 500 Milhas de Indianápolis                                       | Diretor executivo da STP                                                     |
| Art Arfons         | Estados Unidos | 2008     | Recorde de velocidade, tractor pulling                           |                                                                              |
| Ayrton Senna       | Brasil         | 2000     | Fórmula 1                                                        | Tricampeão Mundial de Formula 1                                              |
| Banjo Matthews     | Estados Unidos | 1998     | NASCAR                                                           |                                                                              |
| Barney Oldfield    | Estados Unidos | 1990     | Várias                                                           |                                                                              |
| Benny Parsons      | Estados Unidos | 1994     | NASCAR                                                           |                                                                              |
| Bill France, Jr.   | Estados Unidos | 2004     | NASCAR                                                           |                                                                              |
| Bill France, Sr.   | Estados Unidos | 1990     | NASCAR, IMSA                                                     |                                                                              |
| Bill Jenkins       | Estados Unidos | 2008     | Dragster                                                         |                                                                              |
| Bill Muncey        | Estados Unidos | 2004     | Corrida de hidroplano                                            |                                                                              |
| Bill Vukovich      | Estados Unidos | 1990     | 500 Milhas de Indianápolis                                       |                                                                              |
| Bob Glidden        | Estados Unidos | 2005     | Dragster                                                         |                                                                              |
| Bobby Allison      | Estados Unidos | 1993     | NASCAR                                                           |                                                                              |
| Bobby Isaac        | Estados Unidos | 1996     | NASCAR                                                           |                                                                              |
| Bobby Rahal        | Estados Unidos | 2004     | Fórmula 1                                                        | Co-fundador da Rahal Racing                                                  |
| Bobby Unser        | Estados Unidos | 1990     | 500 Milhas de Indianápolis                                       |                                                                              |
| Buck Baker         | Estados Unidos | 1990     | NASCAR                                                           |                                                                              |
| Buddy Baker        | Estados Unidos | 1997     | NASCAR                                                           |                                                                              |
| Briggs Cunningham  | Estados Unidos | 2003     | Várias                                                           | Fundador da Cunningham Racing                                                |
| Bruce McLaren      | Nova Zelândia  | 1991     | Formula 1, Corrida de carros esporte                             | Fundador da McLaren                                                          |
| Bruton Smith       | Estados Unidos | 2007     | —                                                                | Fundador da Speedway Motorsports, Inc                                        |
| Cale Yarborough    | Estados Unidos | 2002     | 500 Milhas de Indianápolis, NASCAR                               |                                                                              |
| Carroll Shelby     | Estados Unidos | 1991     | 24 Horas de Le Mans, Fórmula 1                                   |                                                                              |
| Chip Hanauer       | Estados Unidos | 2005     | Hydroplane racing                                                |                                                                              |
| Colin Chapman      | Reino Unido    | 1994     | —                                                                | Fundador da Lotus                                                            |
| Cotton Owens       | Estados Unidos | 2008     | NASCAR                                                           |                                                                              |
| Craig Breedlove    | Estados Unidos | 2000     | Recorde de velocidade                                            |                                                                              |
| Curtis Turner      | Estados Unidos | 1992     | NASCAR                                                           |                                                                              |
| Dale Earnhardt     | Estados Unidos | 2006     | NASCAR                                                           |                                                                              |
| Dan Gurney         | Estados Unidos | 1990     | Formula 1, corrida de carros esporte, 500 Milhas de Indianápolis | Dono e presidente AAR.                                                       |
| Darrell Waltrip    | Estados Unidos | 2005     | NASCAR                                                           |                                                                              |
| Davey Allison      | Estados Unidos | 1998     | NASCAR                                                           |                                                                              |
| David Pearson      | Estados Unidos | 1990     | NASCAR                                                           |                                                                              |
| Denny Hulme        | Nova Zelândia  | 2002     | Fórmula 1                                                        |                                                                              |
| Don Garlits        | Estados Unidos | 1997     | Dragster                                                         |                                                                              |
| Don Prudhomme      | Estados Unidos | 2000     | Dragster                                                         |                                                                              |
| Donald Healey      | Reino Unido    | 1996     | Rali                                                             | Fundador da Donald Healey Motor Company                                      |
| Eddie Rickenbacker | Estados Unidos | 1992     | 500 Milhas de Indianápolis                                       | Designer automotivo. Dono da Indianapolis Motor Speedway.                    |
| Emerson Fittipaldi | Brasil         | 2003     | Fórmula 1, 500 Milhas de Indianápolis                            |                                                                              |
| Enzo Ferrari       | Itália         | 1994     | Coppa Acerbo                                                     | Fundador da Ferrari                                                          |
| Ettore Bugatti     | Itália         | 2002     | —                                                                | Fundadaor da Bugatti                                                         |
| Ferdinand Porsche  | Áustria        | 1996     | —                                                                | Fundador da Porsche                                                          |
| Fireball Roberts   | Estados Unidos | 1990     | NASCAR                                                           |                                                                              |
| Frank Kurtis       | Estados Unidos | 2008     | Fórmula 1, IndyCar                                               | Engenheiro de chassis e motor                                                |
| Fred Lorenzen      | Estados Unidos | 1991     | NASCAR                                                           |                                                                              |
| Fred Offenhauser   | Estados Unidos | 2001     | 500 Milhas de Indianápolis                                       | Engenheiro e projetista                                                      |
| Glen Wood          | Estados Unidos | 2002     | NASCAR                                                           | Fundador da Wood Brothers Racing                                             |
| Gordon Johncock    | Estados Unidos | 1990     | 500 Milhas de Indianápolis                                       |                                                                              |
| Graham Hill        | Reino Unido    | 1990     | Fórmula 1, 24 Hours de Le Mans, 500 Milhas de Indianápolis       |                                                                              |
| Harry Gant         | Estados Unidos | 2006     | NASCAR                                                           |                                                                              |
| Harry Hyde         | Estados Unidos | 1999     | Várias                                                           | Chefe de equipe na NASCAR                                                    |
| Henry Ford         | Estados Unidos | 1993     | Várias                                                           | Fundador da Ford                                                             |
| Herb Thomas        | Estados Unidos | 1994     | NASCAR                                                           |                                                                              |
| Humpy Wheeler      | Estados Unidos | 2006     | —                                                                | Presidente da Charlotte Motor Speedway                                       |
| Jack Brabham       | Austrália      | 1990     | Formula 1                                                        | Fundador da Brabham Racing Organization                                      |
| Jack Ingram        | Estados Unidos | 2007     | NASCAR                                                           |                                                                              |
| Jack Roush         | Estados Unidos | 2006     | Dragster, NASCAR, Corrida de carros esporte                      |                                                                              |
| Jackie Stewart     | Reino Unido    | 1990     | Fórmula 1                                                        | Tricampeão Mundial de Formula 1, Fundador da Stewart Grand Prix da Formula 1 |
| Jacky Ickx         | Bélgica        | 1996     | Fórmula 1, 24 horas de Le Mans                                   |                                                                              |
| Janet Guthrie      | Estados Unidos | 2006     | 500 Milhas de Indianápolis, Daytona 500                          |                                                                              |
| Jim Clark          | Reino Unido    | 1990     | Formula 1, 500 Milhas de Indianápolis                            |                                                                              |
| Jim Hall           | Estados Unidos | 1997     | Fórmula 1, 500 Milhas de Indianápolis                            |                                                                              |
| Jimmy Bryan        | Estados Unidos | 2001     | 500 Milhas de Indianápolis                                       |                                                                              |
| Joe Amato          | Estados Unidos | 2005     | NHRA                                                             |                                                                              |
| Joe Weatherly      | Estados Unidos | 1994     | NASCAR, AMA                                                      |                                                                              |
| John Marcum        | Estados Unidos | 1994     | ARCA                                                             |                                                                              |
| John Surtees       | Reino Unido    | 1996     | Formula 1, MotoGP                                                |                                                                              |
| Johnny Rutherford  | Estados Unidos | 2006     | 500 Milhas de Indianápolis, NASCAR                               |                                                                              |
| Juan Manuel Fangio | Argentina      | 1990     | Formula One                                                      |                                                                              |
| Junie Donlavey     | Estados Unidos | 2007     | NASCAR                                                           |                                                                              |
| Junior Johnson     | Estados Unidos | 1990     | NASCAR                                                           |                                                                              |
| Kenny Roberts      | Estados Unidos | 1992     | MotoGP                                                           |                                                                              |
| Lee Petty          | Estados Unidos | 1990     | NASCAR                                                           |                                                                              |
| Louis Chevrolet    | Estados Unidos | 1992     | 500 Milhas de Indianápolis                                       | Fundador da Chevrolet e Frontenac                                            |
| Louis Meyer        | Estados Unidos | 1992     | 500 Milhas de Indianápolis                                       |                                                                              |
| Louise Smith       | Estados Unidos | 1999     | NASCAR                                                           |                                                                              |
| Malcolm Campbell   | Reino Unido    | 1990     | Grand Prix motor racing                                          |                                                                              |
| Mario Andretti     | Estados Unidos | 2000     | Formula 1, IndyCar                                               |                                                                              |
| Mark Donohue       | Estados Unidos | 1990     | Corrida de carros esporte, NASCAR, 500 Milhas de Indianápolis    |                                                                              |
| Mauri Rose         | Estados Unidos | 1994     | 500 Milhas de Indianápolis                                       |                                                                              |
| Mel Kenyon         | Estados Unidos | 2003     | Midget car racing                                                |                                                                              |
| Mickey Thompson    | Estados Unidos | 1990     | Dragster, off-road                                               |                                                                              |
| Mike Hailwood      | Reino Unido    | 2001     | Fórmula 1                                                        |                                                                              |
| Ned Jarrett        | Estados Unidos | 1991     | NASCAR                                                           |                                                                              |
| Neil Bonnett       | Estados Unidos | 2001     | NASCAR                                                           |                                                                              |
| Nelson Piquet      | Brasil         | 2000     | Fórmula 1                                                        |                                                                              |
| Nigel Mansell      | Reino Unido    | 2005     | Fórmula 1                                                        |                                                                              |
| Niki Lauda         | Áustria        | 1993     | Fórmula 1                                                        |                                                                              |
| Parnelli Jones     | Estados Unidos | 1990     | 500 Milhas de Indianápolis                                       |                                                                              |
| Peter H. Gregg     | Estados Unidos | 1992     | 24 Horas de Daytona                                              |                                                                              |
| Phil Hill          | Estados Unidos | 1991     | Formula 1, 24 Hours de Le Mans                                   |                                                                              |
| Ralph DePalma      | Estados Unidos | 1991     | 500 Milhas de Indianápolis                                       |                                                                              |
| Ralph Earnhardt    | Estados Unidos | 1997     | NASCAR                                                           |                                                                              |
| Ralph Moody        | Estados Unidos | 1994     | NASCAR                                                           | Co-proprietário da Holman Moody                                              |
| Ralph Seagraves    | Estados Unidos | 2008     | NASCAR                                                           |                                                                              |
| Ray Fox            | Estados Unidos | 2003     | NASCAR                                                           | Chefe de corrida e engenheiro                                                |
| Ray Hendrick       | Estados Unidos | 2007     | Stock Car                                                        |                                                                              |
| Red Byron          | Estados Unidos | 2008     | NASCAR                                                           | Diretor do SCCA                                                              |
| Red Farmer         | Estados Unidos | 2004     | NASCAR                                                           |                                                                              |
| Rex Mays           | Estados Unidos | 1993     | 500 Milhas de Indianápolis                                       |                                                                              |
| Richard Petty      | Estados Unidos | 1997     | NASCAR                                                           |                                                                              |
| Richie Evans       | Estados Unidos | 1996     | NASCAR                                                           |                                                                              |
| Rick Mears         | Estados Unidos | 1997     | 500 Milhas de Indianápolis                                       |                                                                              |
| Rodger Ward        | Estados Unidos | 1992     | 500 Milhas de Indianápolis                                       |                                                                              |
| Roger Penske       | Estados Unidos | 1998     | Formula One, Indy Car, NASCAR                                    |                                                                              |
| Rudolf Caracciola  | Alemanha       | 1998     | Grand Prix                                                       |                                                                              |
| Shirley Muldowney  | Estados Unidos | 2004     | Dragster                                                         |                                                                              |
| Smokey Yunick      | Estados Unidos | 1990     | MotoGP                                                           |                                                                              |
| Stirling Moss      | Reino Unido    | 1990     | Formula 1, Mille Miglia                                          |                                                                              |
| Tazio Nuvolari     | Itália         | 1998     | Grand Prix, Mille Miglia                                         |                                                                              |
| Tim Flock          | Estados Unidos | 1991     | NASCAR                                                           |                                                                              |
| Tim Richmond       | Estados Unidos | 2002     | NASCAR                                                           |                                                                              |
| Tiny Lund          | Estados Unidos | 1994     | NASCAR                                                           |                                                                              |
| Tony Bettenhausen  | Estados Unidos | 1991     | 500 Milhas de Indianápolis                                       |                                                                              |
| Tony Hulman        | Estados Unidos | 1990     | —                                                                | Dono do Indianapolis Motor Speedway                                          |
| Wally Parks        | Estados Unidos | 1992     | Dragster                                                         |                                                                              |
| Warren Johnson     | Estados Unidos | 2007     | NHRA                                                             |                                                                              |
| Wayne Rainey       | Estados Unidos | 2007     | AMA Superbike, MotoGP                                            |                                                                              |
| Wendell Scott      | Estados Unidos | 1999     | NASCAR                                                           |                                                                              |
| Wilbur Shaw        | Estados Unidos | 1991     | 500 Milhas de Indianápolis                                       |                                                                              |